# نانودو یوسو
نانودو یوسو (انگلیسی: Nando Yosu; ۸ ژوئیهٔ ۱۹۳۹ – ۲۰ فوریهٔ ۲۰۱۶) بازیکن فوتبال اهل اسپانیا بود.
از باشگاه‌هایی که در آن بازی کرده‌است می‌توان به باشگاه فوتبال اتلتیک بیلبائو، باشگاه فوتبال راسینگ سانتاندر، و باشگاه فوتبال والنسیا اشاره کرد.